# Open GDF SUEZ Montpellier 2011
L'Open GDF SUEZ Montpellier 2011 è stato un torneo professionistico di tennis femminile giocato sulla terra rossa. È stata la 6ª edizione del torneo, che fa parte dell'ITF Women's Circuit nell'ambito dell'ITF Women's Circuit 2011. Si è giocato a Montpellier in Francia dal 13 al 19 giugno 2011.

## Partecipanti

### Teste di serie
| Nazionalità | Giocatrice             | Ranking* | Testa di serie |
| ----------- | ---------------------- | -------- | -------------- |
| Romania     | Mădălina Gojnea        | 160      | 1              |
| Francia     | Claire Feuerstein      | 208      | 2              |
| Spagna      | Leticia Costas Moreira | 213      | 3              |
| Francia     | Anaïs Laurendon        | 243      | 4              |
| Francia     | Irena Pavlović         | 245      | 5              |
| Svizzera    | Conny Perrin           | 289      | 6              |
| Francia     | Alizé Lim              | 292      | 7              |
| Germania    | Sarah Gronert          | 297      | 8              |

- Ranking al 6 giugno 2011.

### Altre partecipanti
Giocatrici che hanno ricevuto una wild card:
- Marion Gaud
- Gracia Radovanovic
- Jade Suvrijn
- Stéphanie Vongsouthi

Giocatrici che sono passate dalle qualificazioni:
- Céline Cattaneo
- Jessica Ginier
- Paula Cristina Gonçalves
- Jennifer Migan
- Bibiane Schoofs
- Romana Tabak
- Valerie Verhamme
- Nataša Zorić

## Campionesse

### Singolare
Bibiane Schoofs ha battuto in finale  Leticia Costas Moreira con il punteggio di 6–4, 6–4

### Doppio
Paula Cristina Gonçalves /  Maryna Zanevs'ka hanno battuto in finale  Inés Ferrer-Suárez /  Mădălina Gojnea con il punteggio di 6–4, 7–5